# Un bel dì, vedremo

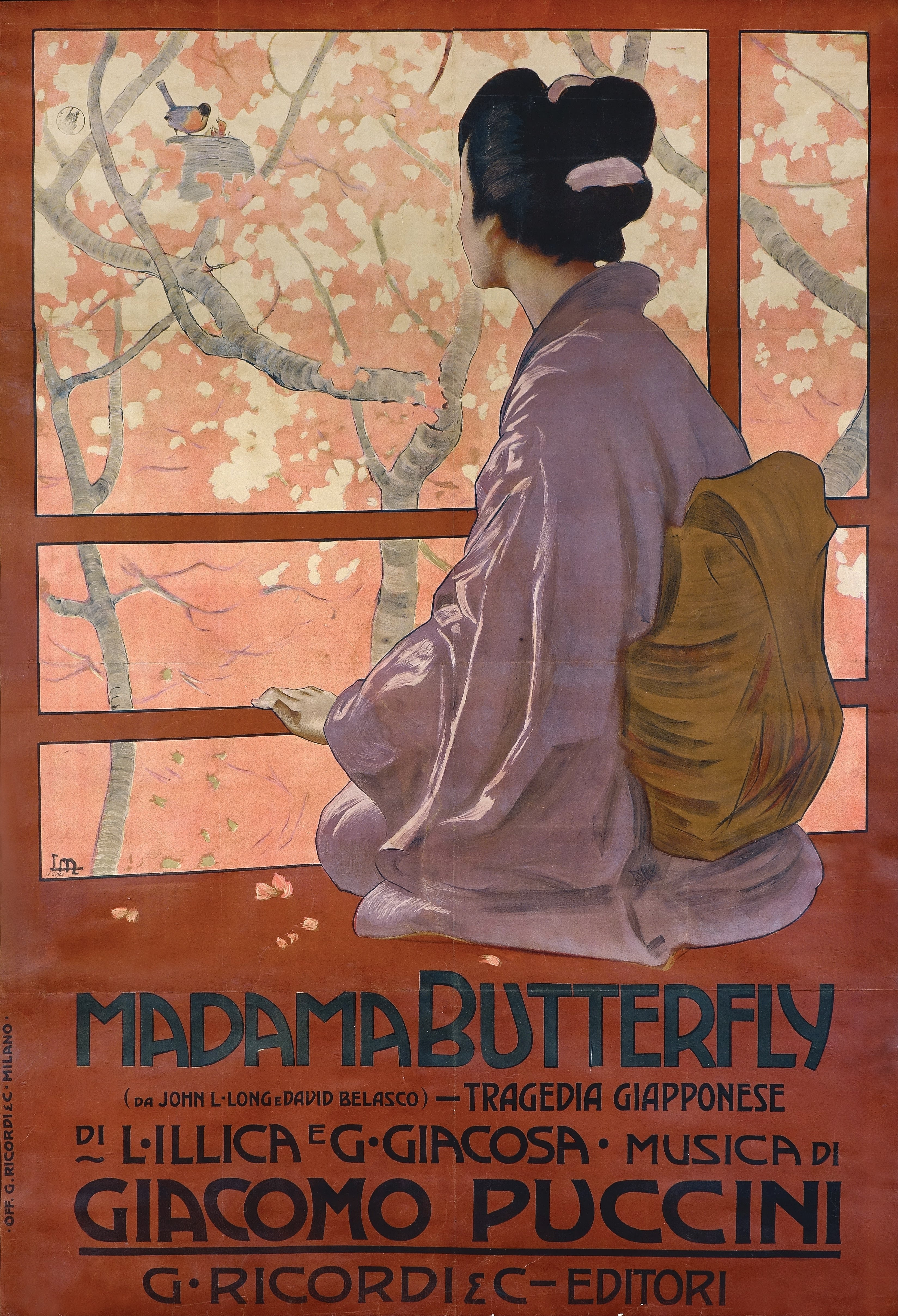
Madame Butterfly sur une affiche de Leopoldo Metlicovitz.

« Un bel dì, vedremo » (littéralement : « Un beau jour nous verrons ») est le titre de l'aria solo la plus célèbre de Madame Butterfly, l'opéra de Giacomo Puccini, air que chante le rôle-titre, une soprano, à l'acte II. Il débute andante molto calmo. C'est un des airs les plus fameux du répertoire.

## Contexte
Cio-Cio-San (son vrai nom, en japonais « Mademoiselle Papillon ») s'adresse à sa servante Suzuki et imagine le jour heureux où le lieutenant B. F. Pinkerton reviendra enfin des États-Unis. Butterfly entrouvre alors un shōji (paroi coulissante) qui dévoile la rade de Nagasaki en contrebas et entonne l'un des airs les plus fameux du répertoire. 

## Analyse
C'est un air-récit inhabituel, puisqu'il ne raconte pas le passé mais se projette dans le désir du personnage récitant et constitue une vision éveillée d'un futur possible, avec une scène suggérée par le texte dans ses moindres détails. D'un point de vue dramaturgique, l'air constitue le point culminant d'une scène où Butterfly essaie de convaincre Suzuki et elle-même que son mari, parti trois ans plus tôt dans son pays, finira par revenir. C'est une véritable déclaration de foi, précédée par « Ah, la fede ti manca ! Senti » (ah, la foi te manque ! Écoute). 
La didascalie précise, juste après ce « Senti » : (fa la scena come se realmente vi assistesse) (elle mime la scène comme si elle y assistait réellement). Le mot « foi » revient qui plus est dans le dernier vers pour conclure l'aria. Les vers de Luigi Illica (texte) et Giuseppe Giacosa (versification) ne présentent pas la structure régulière d'une aria. Elle est composée de vers à 11 syllabes (endecasillabi), de vers à 7 settenari ou à 5 quinari, librement alternés, et en partie liés à la rime. Lors de la création en français à l'Opéra-Comique, fin 1906, l'air deviendra « Sur la mer calmée, au loin une fumée... ». 
C'est aussi un des plus longs airs de Puccini (près de 5 minutes) et à la fin, l'orchestre reprend le thème initial, sans doute pour décourager les applaudissements et les rappels, la plupart du temps en vain. En effet, le rêve éveillé de Butterfly, considéré comme « l'un des pathétiques et des plus émouvants airs écrits par Puccini », comme une vision lointaine pianissimo, presque murmuré, finit par éclater con forza, comme un cri du cœur qui frôle la folie.

## Vers
[Senti.] Un bel dì, vedremo 

levarsi un fil di fumo sull'estremo 

confin del mare. 

E poi la nave appare 

Poi la nave bianca. 

Entra nel porto, romba il suo saluto. 

Vedi ? È venuto ! 

Io non gli scendo incontro, io no. Mi metto 

là sul ciglio del colle e aspetto, e aspetto 

gran tempo e non mi pesa 

la lunga attesa. 

E... uscito dalla folla cittadina 

un uomo, un picciol' punto 

s'avvia per la collina. 

Chi sarà ? Chi sarà ? 

E come sarà giunto 

che dirà ? che dirà ? 

Chiamerà Butterfly dalla lontana. 

Io senza dar risposta 

me ne starò nascosta 

un po' per celia... un po' per non morire 

al primo incontro, ed egli alquanto in pena 

chiamerà, chiamerà: 

« Piccina – mogliettina 

olezzo di verbena » 

i nomi che mi dava al suo venire. 

(a Suzuki) 

Tutto questo avverrà, te lo prometto. 

Tienti la tua paura. – io con sicura 

fede lo aspetto.
(Butterfly et Suzuki s'embrassent, émues)

## Interprètes

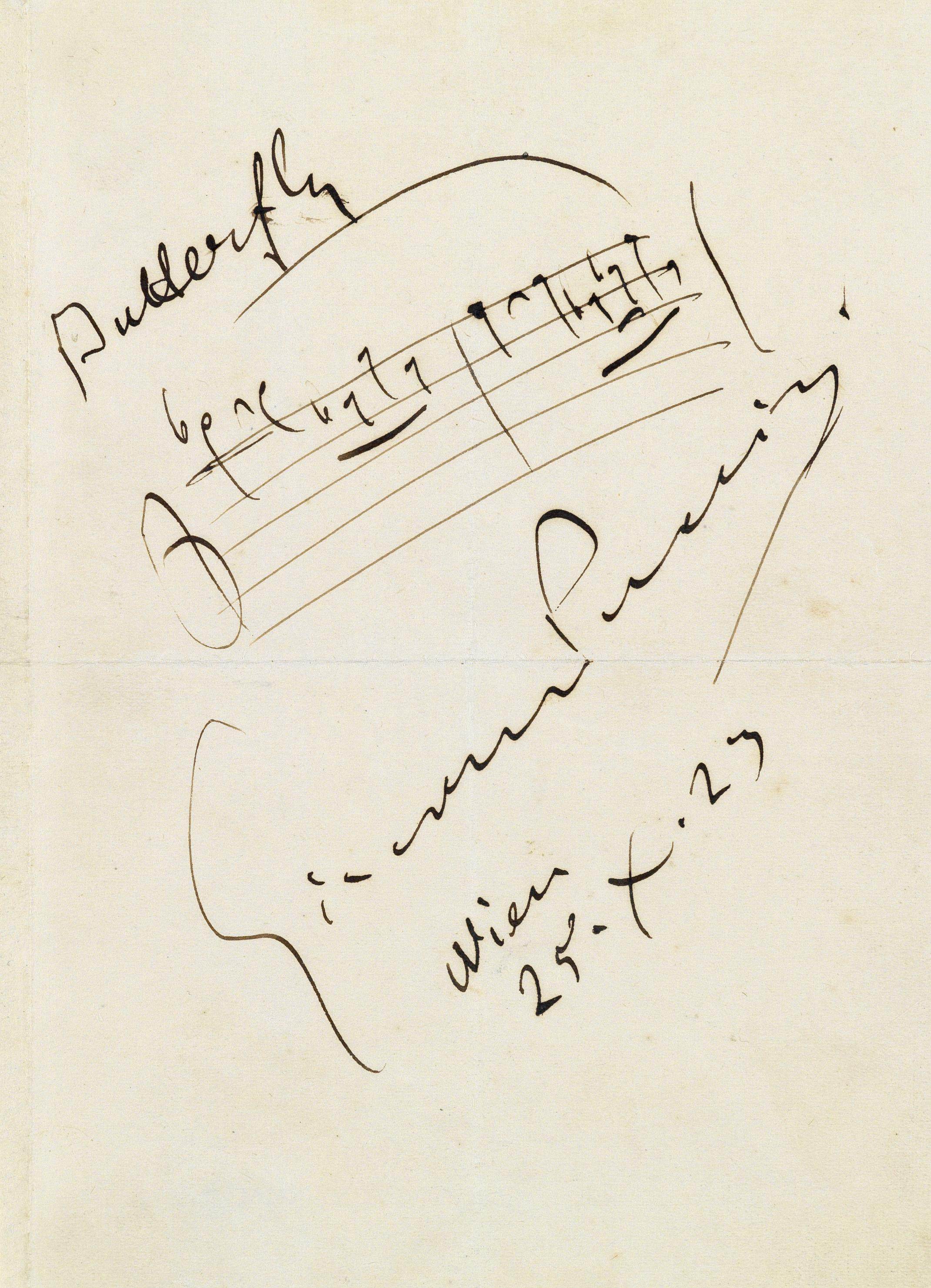
Autographe de Puccini,
le 25 octobre 1923 à Vienne,
« Un bel dì, vedremo »

L'air est créé le 17 février 1904 par la Storchio, dans ce qui restera comme le plus mémorable fiasco de la Scala de Milan. L'opéra est alors déprogrammé et révisé pour être redonné le 28 mai de la même année au Teatro Grande de Brescia par la soprano Solomiya Krushelnytska. Il est ensuite chanté au Covent Garden par Emmy Destinn puis au Metropolitan Opera House par Geraldine Farrar. Parmi les sopranos les plus célèbres, il a été notamment chanté par Renata Tebaldi, Renata Scotto et Maria Callas.